# Franz Hiller (Fußballspieler)
Franz „Wimmer“ Hiller (* 22. Oktober 1950 in München) ist ein ehemaliger deutscher Fußballspieler.

## Laufbahn
Hiller kam 1966 von Phönix München in die Jugendabteilung des TSV 1860 München und gehörte zur Runde 1968/69 der DFB-Jugendnationalmannschaft an. Mit DFB-Trainer Udo Lattek und den Mitspielern Rolf Rüssmann, Paul Breitner, Uli Hoeneß und Klaus Scheer nahm er im Mai 1969 in der DDR am UEFA-Turnier teil. Der zumeist als linker Außenläufer agierende Nachwuchsspieler schaffte zur Saison 1969/1970 den Sprung in die erste Mannschaft, mit der er allerdings sogleich in die Regionalliga – die damals zweithöchste Spielklasse – abstieg. Hiller debütierte am 30. August 1969 – er wurde für Rudolf Kölbl eingewechselt – bei der 1:3-Auswärtsniederlage gegen den VfB Stuttgart in der Bundesliga. Unter den Trainern Fritz Langner und seinem Nachfolger Franz Binder absolvierte er 18 Spiele und erzielte zwei Tore. In den drei Spielzeiten 1970/71 bis 1972/73 belegte er mit den „Löwen“ die Plätze vier und zwei Mal den dritten Rang. Die Rückkehr in die Bundesliga konnte er unter den Trainern Hans Tilkowski und Elek Schwartz dabei nicht bewerkstelligen.
Nach der Spielzeit 1972/1973 wechselte er zum FC Elche in die spanische Primera División. Hiller kam zwar in nahezu jedem Saisonspiel zum Einsatz, kehrte aber dennoch bereits nach einem Jahr nach Deutschland zurück und wurde Spieler bei Werder Bremen, für den er in sechs Jahren 162 Spiele bestritt. Die Zeit in Bremen war für den Mittelfeldspieler geprägt durch den andauernden Kampf gegen den Abstieg, begleitet durch permanente Trainerwechsel. Begann Hiller 1974 unter Trainer Josef Piontek, so folgten in den nächsten Jahren die Übungsleiter Herbert Burdenski, Otto Rehhagel, Hans Tilkowski, Fred Schulz, Wolfgang Weber und Fritz Langner. In Anbetracht der bevorstehenden Zweitklassigkeit nach dem Abstieg in der Saison 1979/1980 verließ er den Verein zum FC Nordstern Basel.
1983 wechselte er zu den Calgary Mustangs nach Kanada und im September desselben Jahres zum SC Neusiedl am See in die österreichische Bundesliga, bevor er 1984 zurück nach München ging und beim SV Germering anheuerte. Dort spielte er bis 1985. Von 1985 bis 1997 beim BSC Sendling-München 1918, in der Saison 1997/98 bei Gartenstadt Trudering und von 1998 bis 2001 beim ESV München. Im Alter von 51 Jahren beendete Franz Hiller seine aktive Karriere.